# 情緒穩定劑
是一种精神药物，當患者出現以情绪波動为特征的心境障碍（例如雙相情緒障礙症和分裂情感障碍）時就要服用此類精神药物。情緒穩定劑可以防止患者突然躁狂（或轻躁狂）和抑郁。